# Likavka
Likavka – wieś i gmina (obec) w powiecie Rużomberk, kraju żylińskim, w północnej Słowacji. Nad wsią góruje zamek Likawa po raz pierwszy wzmiankowany w 1315 roku. Miejscowość po raz pierwszy wymieniona jest na nieznanej liście z czasów panowania króla Beli IV (okres panowania 1235–1270), która wzmiankowana jest w dokumencie z 1341 roku.
Innymi zabytkami są oprócz zamku Likava, neogotycki kościół rzymskokatolicki pw św. Juraja z r. 1880, kaplica na małej Kalwarii z początku XIX w., ale także jabłoń zasadzona przez proboszcza Štefana Janovčíka z okazji pozycji i święceń tutejszego kościoła.
Na terenie wsi znajduje się stacja kolejowa Ružomberok.

## Galeria

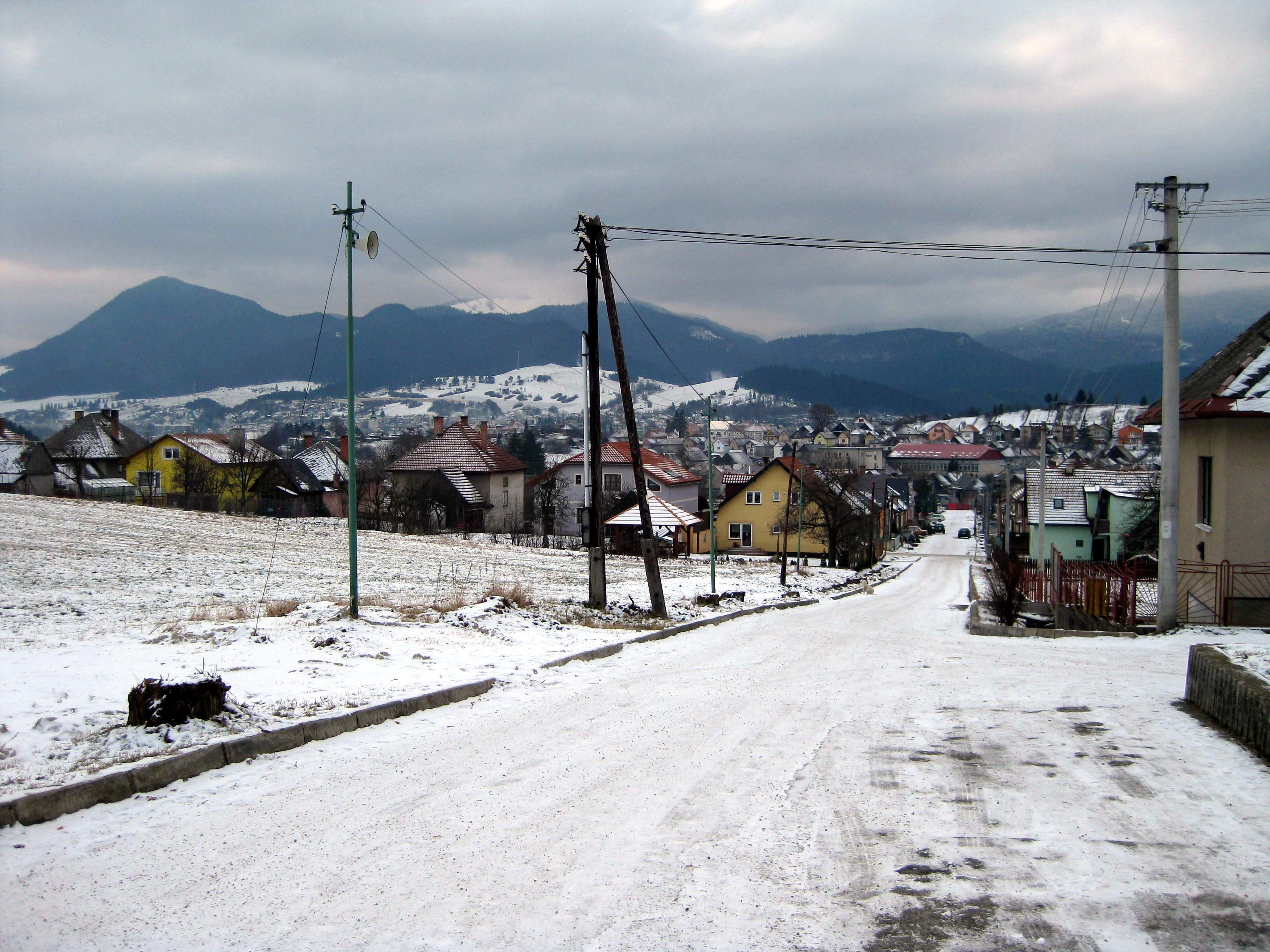
Widok na miejscowość zimą
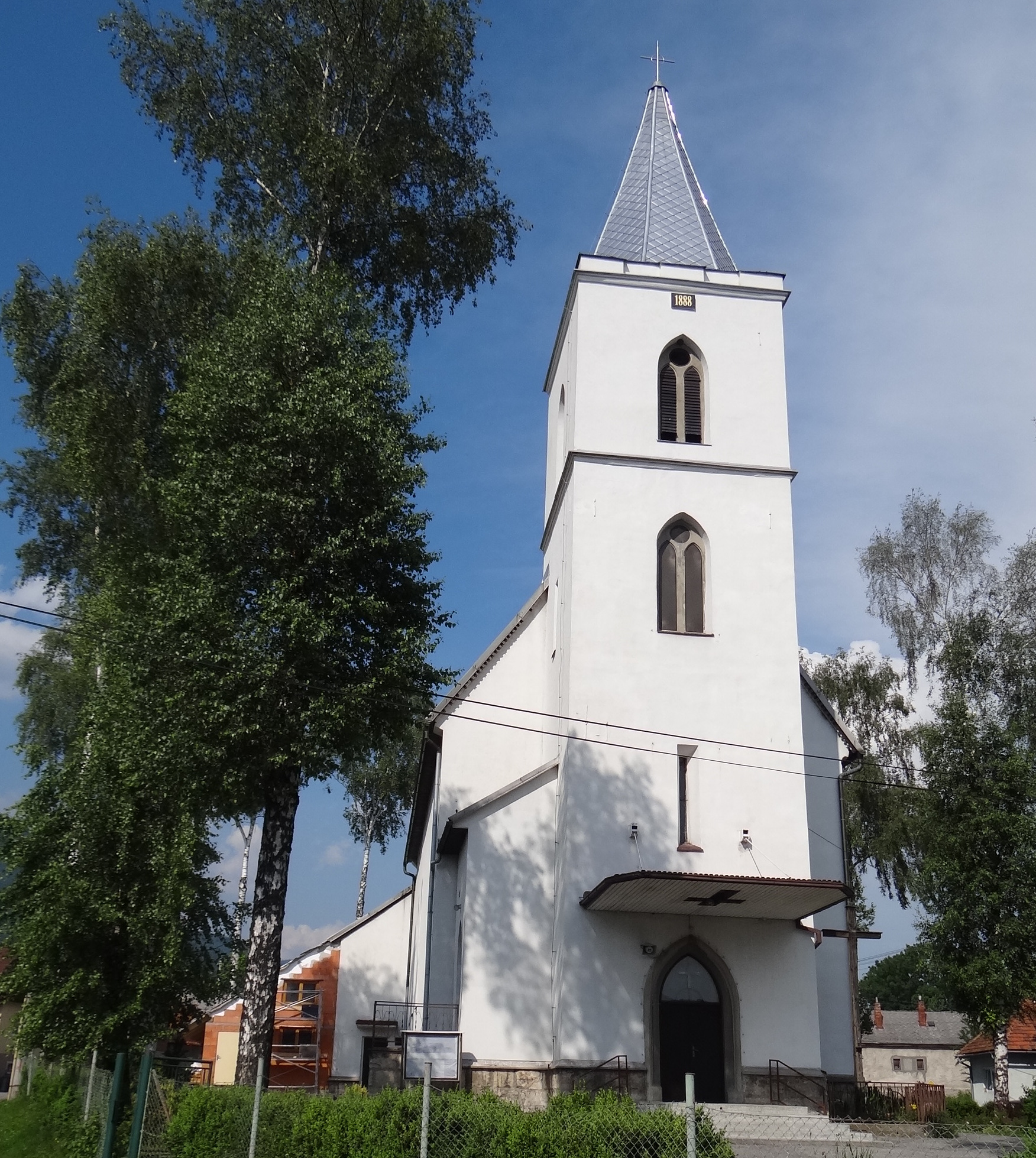
Kościół w Likavce
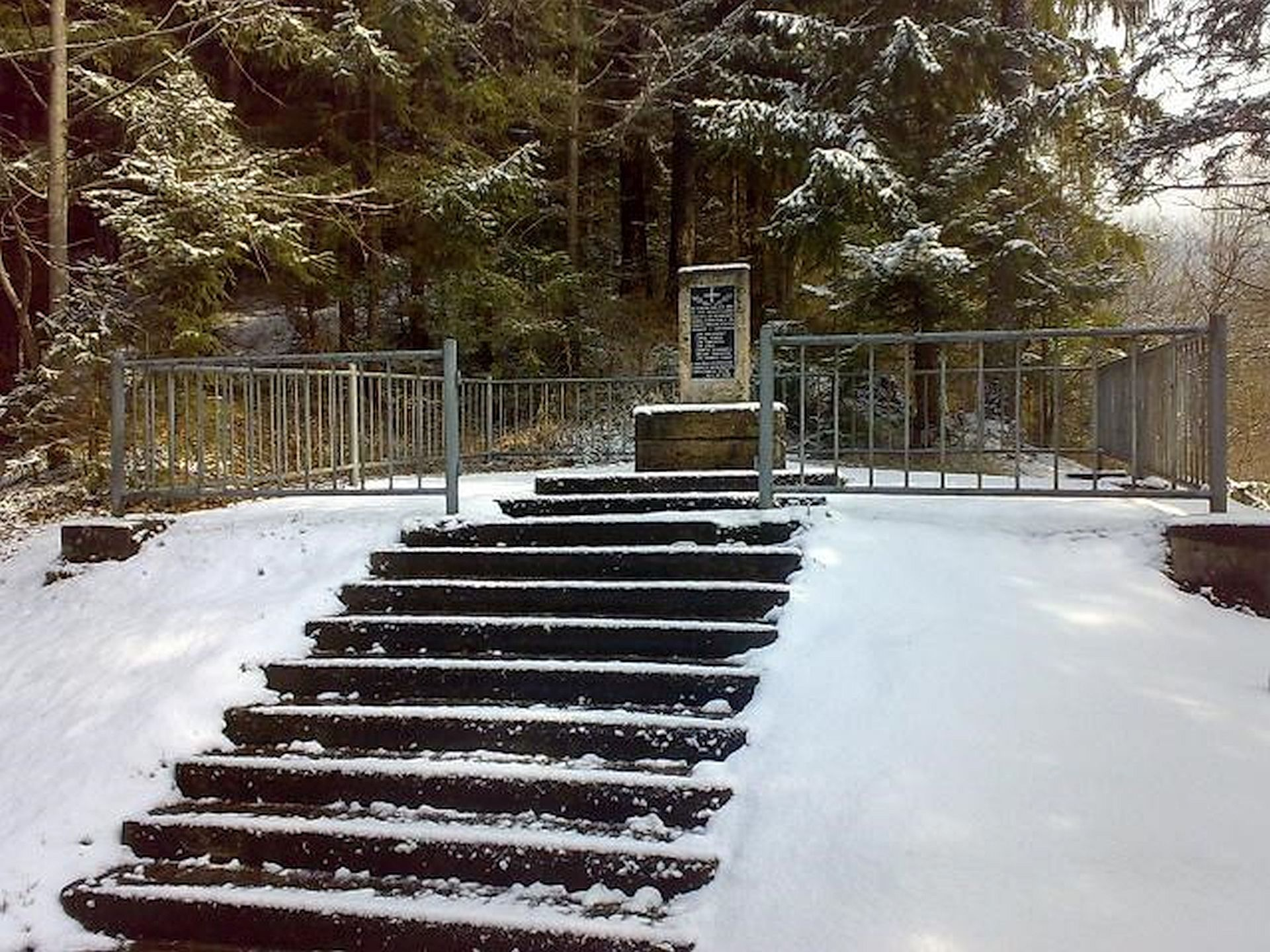
Pomnik w Parku Pamięci
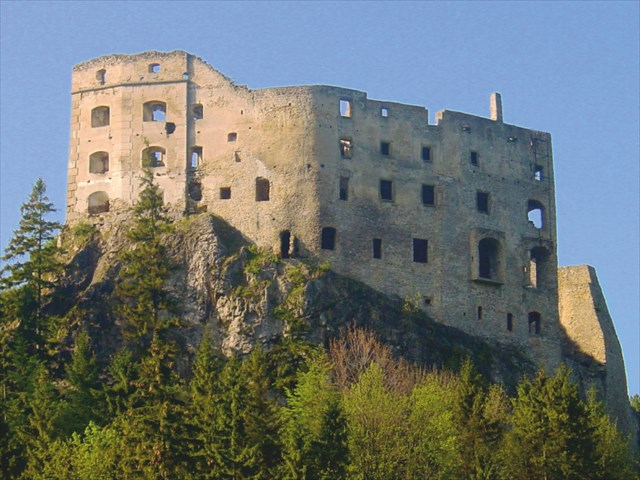
Zamek Likava
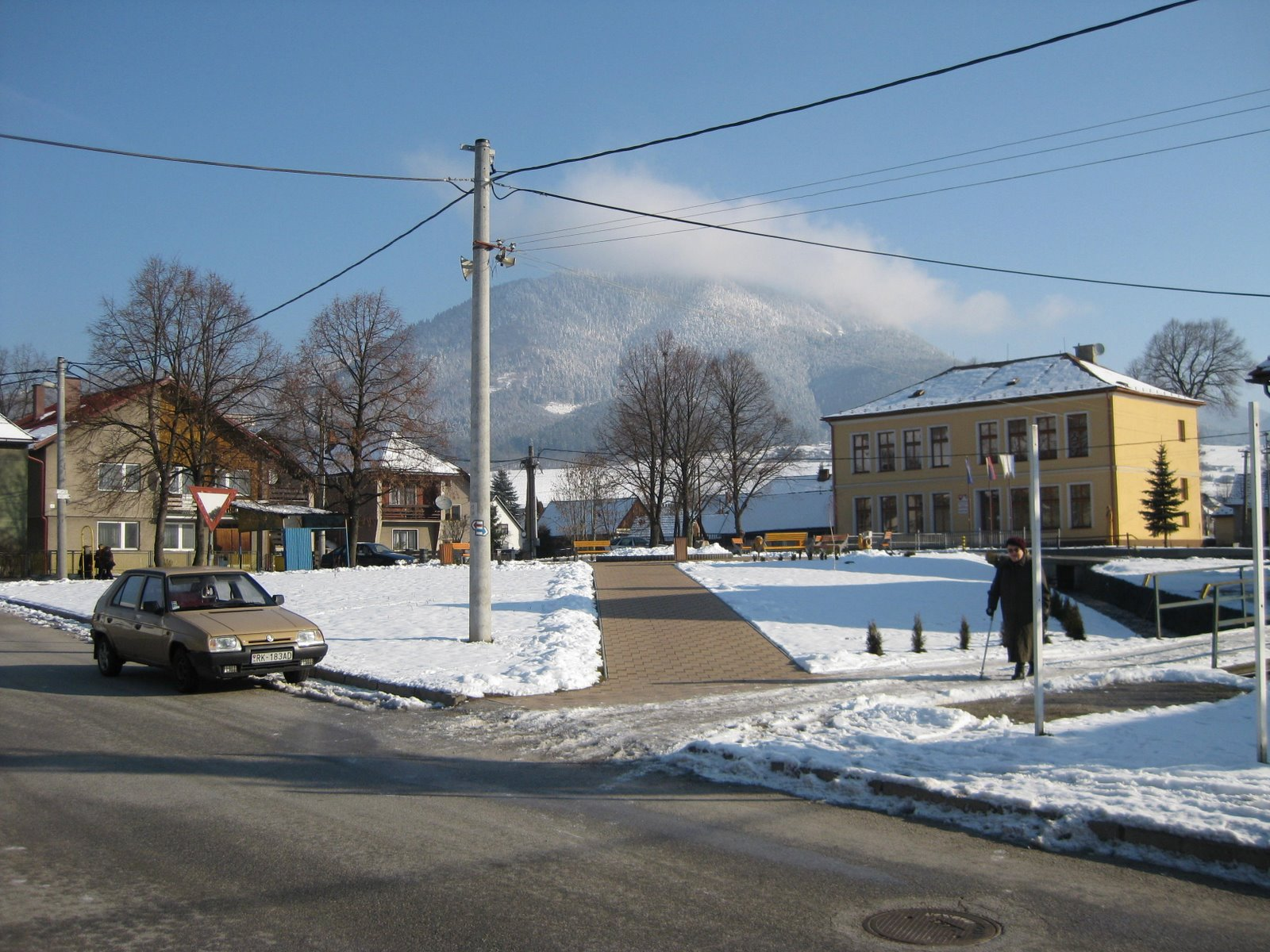
Plac w centrum miejscowości